# ألفارو بيريرا
ألفارو دانييل بيريرا باراغان (بالإسبانية: Álvaro Daniel Pereira Barragán) (مواليد 28 نوفمبر 1985 في مونتيفيديو) لاعب كرة قدم أوروغواياني يلعب حاليا في نادي بورتوالبرتغالي .

## إحصائيات

### دوليًا
حتى آخر مباراة لعبها 11 أكتوبر 2016
| المنتخب الوطني | السنة   | الظهور | الأهداف |
| -------------- | ------- | ------ | ------- |
| الأوروغواي     | 2008    | 1      | 0       |
| الأوروغواي     | 2009    | 12     | 1       |
| الأوروغواي     | 2010    | 11     | 2       |
| الأوروغواي     | 2011    | 13     | 2       |
| الأوروغواي     | 2012    | 8      | 0       |
| الأوروغواي     | 2013    | 9      | 0       |
| الأوروغواي     | 2014    | 11     | 1       |
| الأوروغواي     | 2015    | 11     | 1       |
| الأوروغواي     | 2016    | 7      | 0       |
| المجموع        | المجموع | 83     | 7       |

## روابط خارجية
- ألفارو بيريرا على موقع الاتحاد الدولي (مؤرشف)  (الإنجليزية)
- ألفارو بيريرا على موقع الاتحاد الأوربي (الإنجليزية)
- ألفارو بيريرا على موقع قاعدة بيانات كرة القدم.إي يو (الإنجليزية)
- ألفارو بيريرا على موقع ناشيونال فوتبول تيمز (الإنجليزية)
- ألفارو بيريرا على موقع Soccerbase.com (لاعب) (الإنجليزية)
- ألفارو بيريرا على موقع Soccerway.com (الإنجليزية)
- ألفارو بيريرا على موقع عالم كرة القدم.نت (الإنجليزية)
- ألفارو بيريرا على موقع AS.com (الإسبانية)